# Bains de Courcelles
Les bains de Courcelles sont les ruines enfouies d'anciens thermes gallo-romains se trouvant dans le quartier de Courcelles sur le territoire de la commune de Mandeure dans le département du Doubs en France.

## Histoire

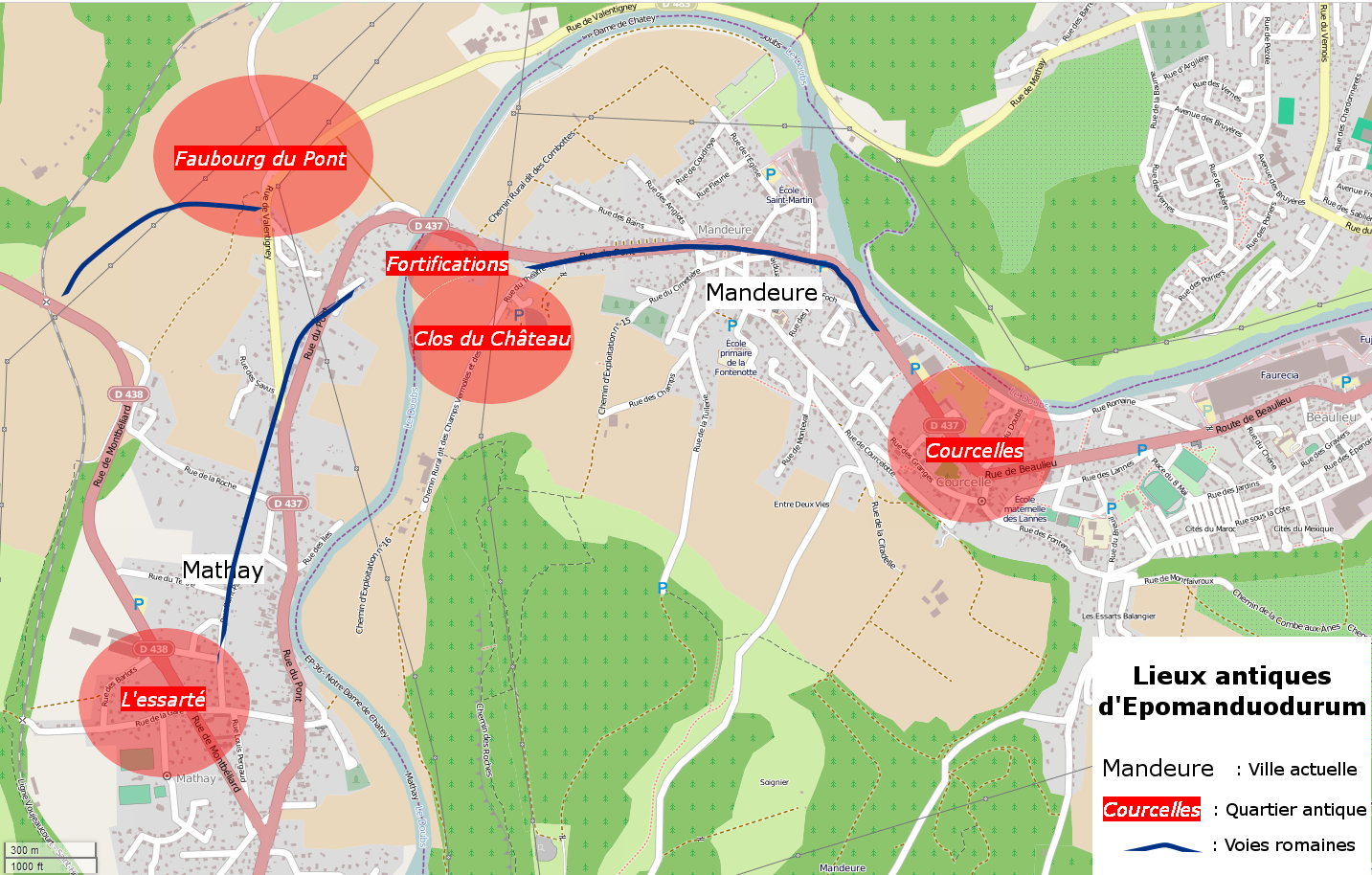
Localisation des bains (à droite) parmi les lieux antiques

Les bains de Courcelles se trouvaient à l'est de la cité antique d'Epomanduodurum, cité romaine qui deviendra la ville de Mandeure.
Les thermes ont été détruits vers la fin du IIe siècle. Les vestiges sont découverts en 1829 et les fouilles sont complétées à l'occasion de travaux de voirie en 1969 et en 1988. Les bains sont contemporains du théâtre antique de Mandeure.
Les bains font l’objet d’une inscription au titre des monuments historiques depuis le 14 septembre 1990.

## Architecture
Les ruines sont enfouies et donc non visibles.
L'ensemble laisse présager d'un bâtiment de plus de 2 000 m2 et contient de nombreuses pièces, des piscines et des hypocaustes. Les fouilles de 1829 laissent apparaître des pièces dallées de marbre blanc et d'ardoise, et possédaient pour la plupart des décorations murales et pour trois d'entre elles des bassins garnis de gradins confirmant ainsi la vocation publique des thermes. Les thermes étaient alimentés en eau à partir de la source dite de Courcelles.